# Canada Peak
Der Canada Peak ist ein 1350 m hoher und spitzer Berg im ostantarktischen Viktorialand. Er ragt auf der Westseite der Einmündung des Kanada-Gletschers in das Taylor Valley auf.
Das New Zealand Geographic Board benannte ihn 1998 in Anlehnung an die Benennung des Kanada-Gletschers.